# Altweichelau

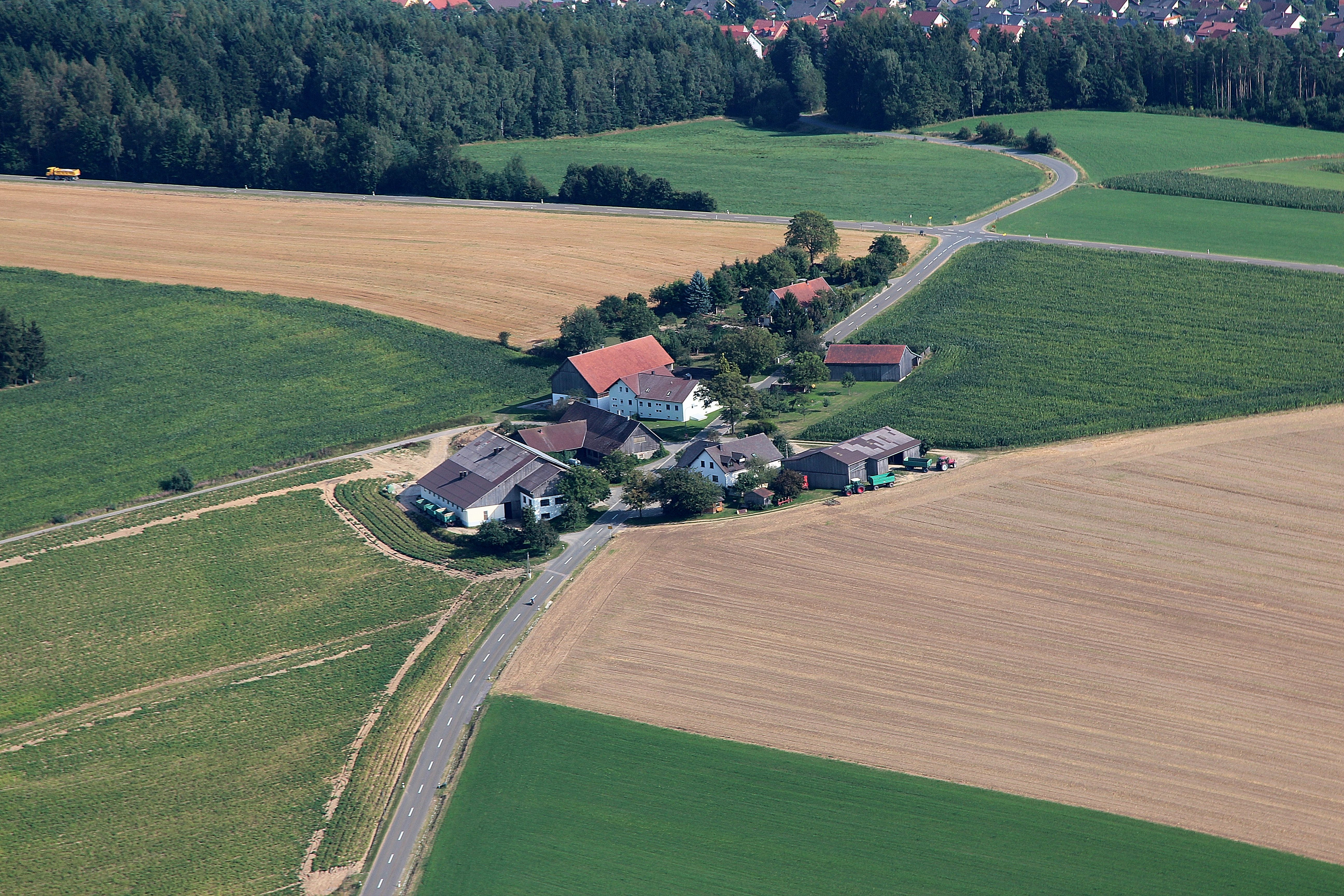
Altweichelau (2013)

Altweichelau ist ein Ortsteil der Gemeinde Niedermurach im Oberpfälzer Landkreis Schwandorf (Bayern).

## Geographische Lage
Altweichelau liegt ungefähr vier Kilometer südlich von Niedermurach am Südwesthang des 660 m hohen Sattelsteins.

## Geschichte
Altweichelau wurde in der Grenzbeschreibung des Pflegeamts Murach von 1581 erstmals schriftlich erwähnt. Es gehörte schon damals zur Gemeinde Wagnern, die aufgrund der zersplitterten Herrschaftsverhältnisse vier verschiedenen niederen Gerichten unterstellt war. So gehörten zwei Mannschaften von Altweichelau nebst Hüthaus und Hirtenstab zum Pflegeamt Murach und der Rest zu Christoph von Dorndorf.
Trotz dieser verworrenen Herrschaftsverhältnisse zeigte die Gemeinde Wagnern mit ihren fünf Ortsteilen Wagnern, Mantlarn, Sallach, Altweichelau und Schwaighof ein ausgeprägtes Zusammengehörigkeitsgefühl und wusste sich gegen verschiedene Willkürmaßnahmen und Ungerechtigkeiten ihrer verschiedenen Obrigkeiten durchaus zu wehren.
Selbst noch 1946, als die Regierung in Regensburg die Zerschlagung der Gemeinde Wagnern verfügte, wehrte sich die Bevölkerung erfolgreich, so dass 1948 die Gemeinde im früheren Umfang wieder hergestellt wurde.
Zum Stichtag 23. März 1913 (Osterfest) war Altweichelau Teil der Pfarrei Oberviechtach und hatte 3 Häuser und 22 Einwohner. 1924 wurde Altweichelau aus Oberviechtach nach Dieterskirchen umgepfarrt.
Am 31. Dezember 1968 hatte die Gemeinde Wagnern mit ihren fünf Ortsteilen Wagnern, Mantlarn, Sallach, Altweichelau und Schwaighof 172 Einwohner und eine Fläche von 697 Hektar. Am 31. Dezember 1990 hatte Altweichelau 16 Einwohner und gehörte zur Pfarrei Dieterskirchen.